# Vojtěch Richtrmoc
Vojtěch Richtrmoc (* únor 1944) je bývalý český fotbalový útočník, dorostenecký reprezentant Československa a trenér. Jeho starší bratr Bohumil Richtrmoc byl také prvoligovým fotbalistou.

## Hráčská kariéra
V československé lize hrál za SONP Kladno, vstřelil čtyři prvoligové branky. Svůj první prvoligový gól dal v neděli 15. července 1962 v Praze mužstvu ČKD Praha (dobový název Bohemians).
Za Kladno nastupoval také ve druhé nejvyšší soutěži. Druhou ligu hrál i během základní vojenské služby ve VTJ Dukla Slaný.

### Prvoligová bilance
| Ročník             | Zápasy | Góly | Minuty | Nuly           |
| ------------------ | ------ | ---- | ------ | -------------- |
| I. liga 1961/62    | 15     | 1    | 1 247  | TJ SONP Kladno |
| I. liga 1962/63    | 15     | 3    | 1 191  | TJ SONP Kladno |
| I. liga 1963/64    | 3      | 0    | 225    | TJ SONP Kladno |
| CELKEM I. ČS. LIGA | 33     | 4    | 2 663  |                |

## Trenérská kariéra
Po skončení hráčské kariéry se stal trenérem. Vedl mj. Poldi SONP Kladno (1979–1983).